# Johan Struye
Johan Struye (10 september 1942 Schaarbeek - 3 december 1991) was een Belgisch journalist en Vlaams schrijver.

## Levensloop
Struye bracht zijn jeugd door aan de Belgische kust, samen met zijn broer Lieven en zijn zussen Marleen en Gerda, bij een vader die de artistieke en culturele activiteiten organiseerde in het Casino van Oostende. Middelbare school liep hij bij de Broeders van Liefde in het Sint-Victorcollege van Turnhout. Na het behalen van zijn diploma in de Romaanse talen, trok hij als leraar naar colleges in Tripoli en Beiroet (Libanon). Toen de onlusten in dit land het verblijf onveilig maakten, keerde hij naar België terug. Hij was ondertussen gehuwd met Mireille, afkomstig uit een van de Franse overzeese eilanden, en samen hadden ze twee kinderen, Benedict en Cendre. Het echtpaar scheidde later.
Hij keerde niet naar het onderwijs terug, maar werd journalist. Vanuit Libanon had hij al meegewerkt aan het weekblad De Nieuwe en na zijn terugkeer werkte hij voor het weekblad Humo. Weldra werd hij aangeworven door het nieuwe weekblad Knack, waarvan hij snel een van de belangrijke namen werd. Hij werd een invloedrijk politiek verslaggever en vooral ook een aandachtig opvolger van en ondersteuner voor wat gebeurde op het gebied van stedenbouw, monumentenzorg en stadsvernieuwing.
In 1981 bewees hij dienst aan zijn vriend Johan Anthierens door anonieme bijdragen te leveren aan diens satirisch weekblad De Zwijger. Dit werd niet geapprecieerd bij zijn werkgever, uitgeverij Roularta, en hij kreeg de bons. Zijn jeugdvriend Karel Van Miert, Europees Commissaris, bezorgde hem betrekkingen als zijn politiek adviseur en als woordvoerder van de socialistische fractie in het Europees Parlement. Nadien werd hij nog lobbyist voor het Gemeentekrediet van België, bij wie hij, dankzij zijn uitgebreide relatiekring, verschillende belangrijke klanten en contracten aanbracht. Over de lobbyactiviteiten schreef hij satirische en humoristische 'memoires', die postuum in Humo werden gepubliceerd. 
Hij was nog geen vijftig toen hij stierf, aan de gevolgen van kanker. Ondanks zijn nogal agnostische overtuiging, hield hij er niettemin aan kerkelijk te worden begraven. De uitvaartmis vond plaats, onder grote aanwezigheid, in de kerk van de abdij van Grimbergen.

## Publicaties
- Een reportage uit Libanon, in: Knack, 1973.
  - Beiroet terugzien na tien jaar: a love affair.
  - Khadafi heerst in de Moskee.
  - Oude woorden, uit oude landen.
  - Dat moet van onze godsdienst.
- Bericht uit het Midden-Oosten, in: Knack, 1973. 
  - De Joden worden alleen in Israël bestreden.
  - Een Nijl van miserie.
- De pastoor wist wat goed was: bouwen in België, Brussel,  1974.
- Ik weet nog hoe het was...dorpen in Vlaanderen, Brussel,  1978.
- De reizigers worden verzocht van in te stappen (samen met Karel Van Deuren), Tielt, Lannoo, 1980.
- 150 Ans a la UNE. Un siècle et demi d'information illustrée en Belgique. Expos Passage 44, (samen met Claude Sorgeloos (ed.) & Gabriel Thoveron), Brussel, Gemeentekrediet, 1980.
- Kastelen in België, Antwerpen, 1983.
- De toffe jaren '50, de klank van de stad maakt mijn ziel amoureus (samen met Karel Van Deuren), Brussel, Standaard Uitgeverij, 1988.
- Memoires van een Lobbyist, in: Humo, 1992.

## Enkele gevleugelde woorden van Struye
- Een goede lobbyist betaalt altijd de lunch.
- Een journalist ziet soms onder zijn ogen de geschiedenis maken, vooral die geschiedenis die nooit geschreven zal worden. Ook niet door de journalist zelf.
- Manager: middenstander met pretentie.
- Slechts wie puinhoop na puinhoop aanricht, klimt naar de top.
- Wind, zuivere wind, blijkt nog altijd het product dat het duurst verkocht wordt op de vrije markt.